# گاینمر بولونی
گاینمر یا Guinemerz یک دزد دریایی اهل بولونی بود که در نخستین جنگ صلیبی شرکت داشت.

## زندگی‌نامه
او ناوگانی از اهالی شمال فرانسه، دانمارکی‌ها، فریزی‌ها و فلاندرزی‌ها را جمع‌آوری کرده و در بهار ۱۰۹۷ از شمال اروپا به سمت شرق مدیترانه حرکت کرد. او و ناوگانش به طرسوس رفت، و در آنجا به سپاه بالدوین بولونی پیوست. او از یافتن سپاه بالدوین که برادر سرورش محسوب می‌شد، خرسند شد و بالدوین پس از اعلام وفاداری گاینمر، او را به عنوان سرپرست شهر، به همراه سیصد تن به عنوان پادگان در طرسوس گذاشته و خود به سوی شرق رفت.
در سال ۱۰۹۸ و پس از اینکه بالدوین برای پیوستن به سپاه اصلی صلیبی حرکت کرد، تانکرد به وسیله پیکی از گاینمر برای تصرف اسکندرون که در اختیار ترک‌ها بود، درخواست کمک کرد. گاینمر پذیرفت و او بهمراه ناوگانش از دریا برای کمک به تانکرد حرکت کرده و توانستند با همکاری هم اسکندرون را به تصرف دربیاورند. در طول محاصره انطاکیه، گاینمر برای مدت کوتاهی لاذقیه را تحت کنترل داشت.